# Túnel de Piqueras
El túnel de Piqueras une las provincias españolas de Soria y La Rioja (términos municipales de La Póveda en la vertiente soriana y Lumbreras en la riojana). El túnel se sitúa entre los kilómetros 261 y 264 de la N-111, bajo lo que se conoce como el Puerto de Piqueras. Tiene una longitud de 2444 metros y evita doce kilómetros de curvas en ambas vertientes. Reduce en quince minutos el viaje entre Soria y Logroño.

## Historia
Este túnel se abrió al tráfico el 3 de octubre de 2008, después de años de obras y décadas de espera, ya que esta infraestructura fue proyectada hace mucho tiempo. El Ministerio de Fomento decidió no realizar una inauguración oficial, sino simplemente poner en marcha el túnel, con un acto que se celebró en el centro de control situado en el tramo soriano.
El túnel de Piqueras comenzó a perfilarse en 1948 por el entonces gobernador civil de la provincia de Soria, Jesús Posada, padre del actual diputado popular, exministro y expresidente de la Junta de Castilla y León Jesús Posada.
La obra recibió su impulso definitivo con la colocación de la primera piedra en diciembre de 2002, aunque la finalización se retrasó debido a la adecuación del túnel a la normativa europea de seguridad. La inversión realizada fue de algo más de 75 millones de euros.